# Elecciones estatales de Amapá de 2018
Las elecciones estatales de Amapá de 2018 se realizaron el 7 de octubre, como parte de las elecciones generales en Brasil. Los amapaenses aptos para votar eligieron a sus representantes en la siguiente proporción: un gobernador, ocho diputados federales, dos senadores y veinte cuatro diputados estatales. De acuerdo con la legislación electoral, en el caso ninguno de los candidatos a los cargos de gobernador alcanza más del 50% de los votos válidos, debido a que ninguno lo logró, una segunda vuelta se realizó el 28 de octubre.

## Candidatos

### Candidatos a gobernador
Cinco candidatos disputaron el gobierno Alagoano:
| #? | #? | Candidato (a) a Gobernador (a) | Candidato (a) a Gobernador (a) | Candidato (a) a Vicegobernador (a) | Candidato (a) a Vicegobernador (a) | Coalición/Partidos |
| -- | -- | ------------------------------ | ------------------------------ | ---------------------------------- | ---------------------------------- | --- |
|    | 12 | Waldez Góes                    | PDT                            | Jaime Nunes                        | PROS                               | Con la fuerza del pueblo por más logros Com a força do povo por mais conquistas PDT, PROS, PTB, MDB, DC, PRB, PRP, PCdoB, PMB |
|    | 40 | João Capiberibe                | PSB                            | Andréia Tolentino                  | PSB                                | Con el pueblo para avanzar Com o povo pra avançar PSB, PT, PSOL, PCB                                                          |
|    | 25 | Davi Alcolumbre                | DEM                            | Silvana Vedovelli                  | PP                                 | Trabajo y unión por Amapá Trabalho e união pelo Amapá DEM, PP, REDE, PSDB, PSD, PSC, PR, AVANTE, PPL, PRP, PODE, SD, PATRI    |
|    | 17 | Cirilo Fernandes               | PSL                            | Sargento Torres                    | PHS                                | El Amapá que queremos O Amapá que queremos PSL, PHS, PTC, PRTB, PMN, PPS                                                      |
|    | 16 | Gianfranco Gusmão              | PSTU                           | Amarildo Brito                     | PSTU                               | PSTU (Sin coalición) |

### Candidatos al Senado Federal
Doce candidatos disputaron los dos escaños para la representación de Amapá en el Senado Federal:
| #? | #?  | Candidato (a) a Senador | Candidato (a) a Senador | Pacto                       | Partidos                                                             |
| -- | --- | ----------------------- | ----------------------- | --------------------------- | -------------------------------------------------------------------- |
|    | 180 | Randolfe Rodrigues      | REDE                    | Trabalho e união pelo Amapá | DEM, PP, REDE, PSDB, PSD, PSC, PR, AVANTE, PPL, PRP, PODE, SD, PATRI |
|    | 450 | Sebastião Bala          | PSDB                    | Trabalho e união pelo Amapá | DEM, PP, REDE, PSDB, PSD, PSC, PR, AVANTE, PPL, PRP, PODE, SD, PATRI |
|    | 400 | Janete Capiberibe       | PSB                     | Com o povo pra avançar      | PSB, PT, PSOL, PCB                                                   |
|    | 360 | Guaracy Batista         | PTC                     | Sin pacto                   | PTC                                                                  |
|    | 151 | Fátima Pelaes           | MDB                     | Sin pacto                   | MDB                                                                  |
|    | 152 | Gilvam Borges           | MDB                     | Sin pacto                   | MDB                                                                  |
|    | 147 | Lucas Barreto           | PTB                     | Sin pacto                   | PTB                                                                  |
|    | 333 | Wagner Gomes            | PMN                     | Sin pacto                   | PMN                                                                  |
|    | 161 | Davi Silva              | PSTU                    | Sin pacto                   | PSTU                                                                 |
|    | 212 | Joaquina Lino           | PCB                     | Sin pacto                   | PCB                                                                  |
|    | 177 | Ricardo Santos          | PSL                     | O Amapá que queremos        | PSL, PHS, PTC, PRTB, PMN, PPS                                        |
|    | 511 | Jorge Amanajás          | PPS                     | O Amapá que queremos        | PSL, PHS, PTC, PRTB, PMN, PPS                                        |

## Resultados
Los candidatos electos se registran en la página del Tribunal Superior Eleitoral de Brasil.

### Gobernador
| Candidato         | Pacto                                   | Partido | Primera vuelta | Primera vuelta | Segunda vuelta | Segunda vuelta | Resultado  |
| Candidato         | Pacto                                   | Partido | Votos          | %              | Votos          | %              | Resultado  |
| ----------------- | --------------------------------------- | ------- | -------------- | -------------- | -------------- | -------------- | ---------- |
| Waldez Góes       | Com a força do povo por mais conquistas | PDT     | 133 214        | 33,55          | 191 741        | 52,35          | Gobernador |
| João Capiberibe   | Com o povo pra avançar                  | PSB     | 119 500        | 30,10          | 174 450        | 47,65          |            |
| Davi Alcolumbre   | Trabalho e união pelo Amapá             | DEM     | 94 278         | 23,75          |                |                |            |
| Cirilo Fernandes  | O Amapá que queremos                    | PSL     | 45 197         | 11,38          |                |                |            |
| Gianfranco Gusmão | Sin pacto                               | PSTU    | 4818           | 1,21           |                |                |            |

### Senadores
Los candidatos Joaquina Lino y Jorge Amanajás fueron desestimados para el proceso eleccionario. 
| Candidato          | Pacto                       | Partido | Votos   | %     | Resultado |
| ------------------ | --------------------------- | ------- | ------- | ----- | --------- |
| Randolfe Rodrigues | Trabalho e união pelo Amapá | REDE    | 264 798 | 37,96 | Senador   |
| Lucas Barreto      | Sin pacto                   | PTB     | 128 186 | 18,38 | Senador   |
| Janete Capiberibe  | Com o povo pra avançar      | PSB     | 125 123 | 17,94 |           |
| Sebastião Bala     | Trabalho e união pelo Amapá | PSDB    | 45 999  | 6,59  |           |
| Guaracy Batista    | Sin pacto                   | PTC     | 40 558  | 5,81  |           |
| Fátima Pelaes      | Sin pacto                   | MDB     | 40 403  | 5,79  |           |
| Gilvam Borges      | Sin pacto                   | MDB     | 29 360  | 4,21  |           |
| Gilvam Borges      | O Amapá que queremos        | PSL     | 11 882  | 1,70  |           |
| Davi Silva         | Sin pacto                   | PSTU    | 5641    | 0,81  |           |
| Wagner Gomes       | Sin pacto                   | PMN     | 5605    | 0,80  |           |

### Diputados federales
A continuación los diputados federales electos por Amapá.
| Candidato         | Pacto                                    | Partido | Votos  | %    | Nacimiento | Estado |
| ----------------- | ---------------------------------------- | ------- | ------ | ---- | ---------- | ------ |
| Camilo Capiberibe | Com o Povo pra Renascer                  | PSB     | 24 987 | 6,85 | Santiago   | Chile  |
| Acácio Favacho    | Com a força do povo pra seguir Crescendo | PROS    | 19 111 | 5,24 | Macapá     | Amapá  |
| Vinícius Gurgel   | O Amapá que queremos                     | PR      | 18 818 | 5,16 | Macapá     | Amapá  |
| Aline Gurgel      | Amapá da Gente                           | PRB     | 16 519 | 4,53 | Macapá     | Amapá  |
| Marcivânia Flexa  | Com a força do povo pra seguir Crescendo | PCdoB   | 14 196 | 3,89 | Macapá     | Amapá  |
| Luiz Carlos       | Aliança Social e Democratica             | PSDB    | 14 069 | 3,86 | Amapá      | Amapá  |
| André Abdon       | Aliança Social e Democratica             | PP      | 12 856 | 3,52 | Belém      | Pará   |
| Leda Sadala       | Juntos Podemos                           | Avante  | 11 301 | 3,10 | Almeirim   | Pará   |

### Diputados estatales
A continuación los diputados estatales electos por el estado de Amapá.
| Candidato          | Pacto                                    | Partido | Votos | %    | Nacimiento | Estado              |
| ------------------ | ---------------------------------------- | ------- | ----- | ---- | ---------- | ------------------- |
| Alliny Serrão      | Compromisso com a Mudança                | DEM     | 8987  | 2,35 | Almeirim   | Pará                |
| Marília Góes       | Com a força do povo pra seguir Avançando | PDT     | 8950  | 2,34 | Belém      | Pará                |
| Dr. Furlan         | Juntos Somos Fortes                      | PTB     | 7512  | 1,97 | Costa Rica | Mato Grosso del Sur |
| Kaká Barbosa       | Atitude e Verdade                        | PR      | 7201  | 1,89 | Recife     | Pernambuco          |
| Edna Auzier        | Um Novo Tempo                            | PSD     | 6632  | 1,74 | Santana    | Amapá               |
| Max da AABB        | Um Novo Tempo                            | SD      | 6124  | 1,60 | Breves     | Pará                |
| Pastor Oliveira    | Com a força do povo pra seguir Avançando | PRB     | 5852  | 1,53 | Benevides  | Pará                |
| Luciana Gurgel     | Um Novo Tempo                            | SD      | 5825  | 1,53 | Macapá     | Amapá               |
| Telma Gurgel       | A Enovação que a Gente quer              | PRP     | 5601  | 1,47 | Macapá     | Amapá               |
| Júnior Favacho     | Compromisso com a Mudança                | DEM     | 5585  | 1,46 | Macapá     | Amapá               |
| Jory Oeiras        | Com a força do povo pra seguir Avançando | DC      | 5466  | 1,43 | Macapá     | Amapá               |
| Jaime Perez        | Sin pacto                                | PTC     | 5446  | 1,43 | Macapá     | Amapá               |
| Doutor Jaci        | Com a força do povo pra seguir Avançando | MDB     | 5275  | 1,38 | Macapá     | Amapá               |
| Diogo Senior       | Juntos Somos Fortes                      | PMB     | 5188  | 1,36 | Macapá     | Amapá               |
| Paulo Lemos        | Força e Trabalho                         | PSOL    | 5031  | 1,32 | Baião      | Pará                |
| Telma Nery         | Compromisso com a Mudança                | PSDB    | 4942  | 1,29 | Belém      | Pará                |
| Zezinho Tupinambá  | Sin pacto                                | PSC     | 4184  | 1,10 | Fortaleza  | Ceará               |
| Aldilene Souza     | Frente Popular                           | PPL     | 4107  | 1,08 | Macapá     | Amapá               |
| Dr. Alberto Negrão | Sin pacto                                | PP      | 4079  | 1,07 | Macapá     | Amapá               |
| Dr. Victor Amoras  | Frente Popular                           | REDE    | 4037  | 1,06 | Macapá     | Amapá               |
| Jesus Pontes       | Sin pacto                                | PTC     | 3894  | 1,02 | Macapá     | Amapá               |
| Paulinho Ramos     | Atitude e Verdade                        | PR      | 3783  | 0,99 | Macapá     | Amapá               |
| Cristina Almeida   | Sin pacto                                | PSB     | 3052  | 0,80 | Macapá     | Amapá               |
| Charly Jhone       | Atitude e Verdade                        | PR      | 2595  | 0,68 | Macapá     | Amapá               |